# Хавортиопсис
Хавортиопсис (лат. Haworthiopsis) — род суккулентных растений, семейства Асфоделовые (Asphodelaceae). Представители рода ранее включались в состав рода Хавортия (Haworthia). Растения представляют собой низкорослые многолетники с листьями, часто образующими розетку, и зачастую имеющими выпуклые белые отметины. Многие виды пользуются популярностью среди любителей суккулентов и выращиваются как комнатные растения.

## Название
Родовое латинское название Haworthiopsis происходит от сочетания слова «Haworthia» и др.-греч. ὄψις, (-ópsis), что означает «похожий». Это связано с тем, что растения этого рода изначально относились к роду Хавортия (Haworthia). Сам род Хавортия в свою очередь, был назван в честь английского ботаника и энтомолога Адриана Хэуорта (1767—1833).

## Описание

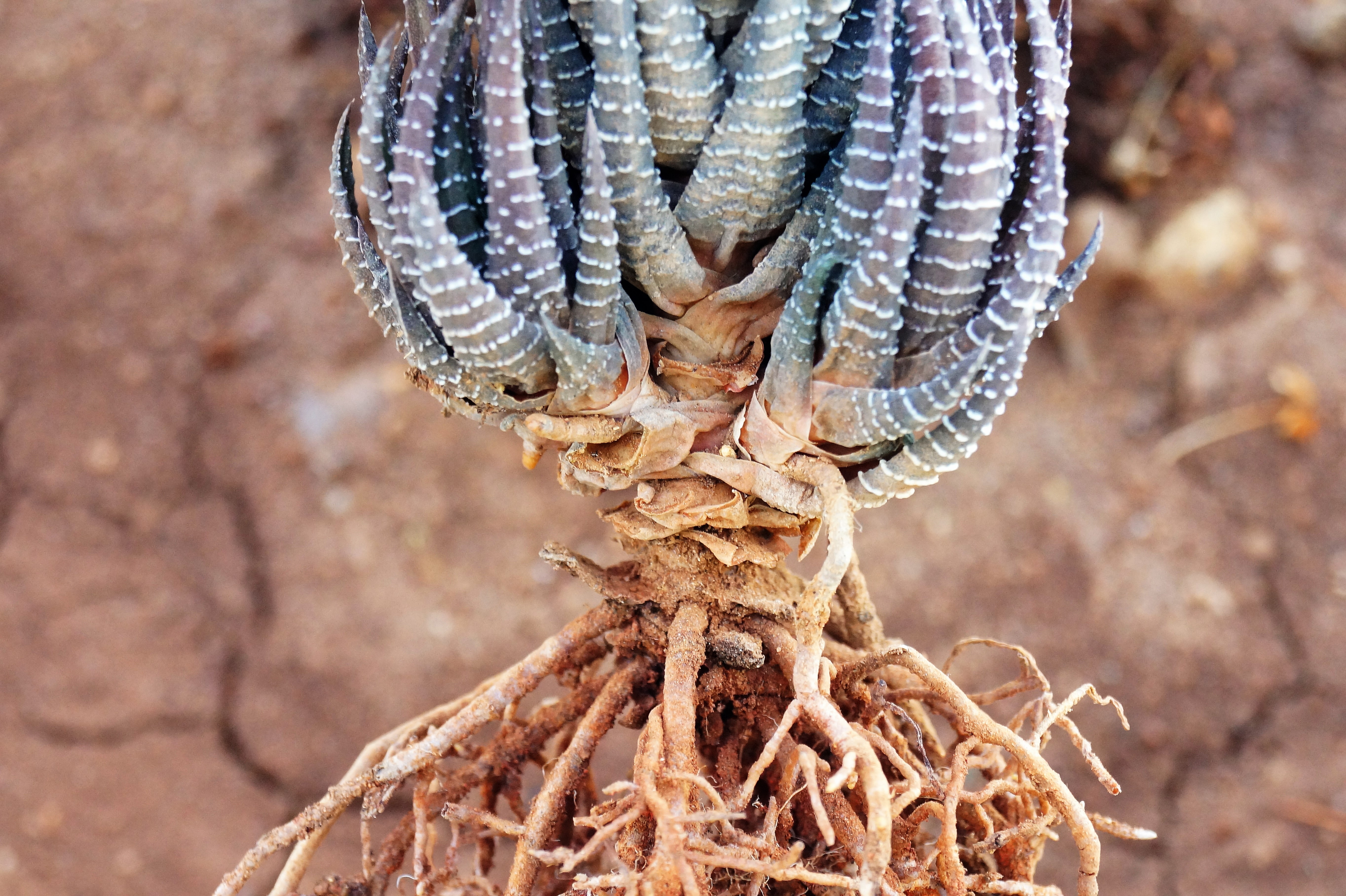
Корневая система

Представители рода имеют небольшие розетки сочных листьев, которые обычно более твердые и жесткие с толстым эпидермисом, в отличие от видов Хавортия. Листья различных видов разнятся по форме, размеру, цвету и текстуре. Растения могут быть одиночными или формировать плотные куртины, а некоторые распространяются с помощью подземных столонов. Некоторые виды не имеют стеблей, в то время как у других видов листья компактно расположены вокруг длинных стеблей, достигающих до 40 см.
У растений образуются тонкие проволочные соцветия, обычно прямостоячие или наклонные. Цветочные бутоны также вертикальные, но при раскрытии цветков они становятся горизонтальными или слегка прямыми. Цветки двугубые, с ярко выраженной верхней и нижней губой, особенно нижняя губа имеет загнутый кончик. Они обычно белые или беловатые с зеленоватой или коричневатой центральной жилкой на листочках околоцветника.

Большинство видов цветут весной и летом в южном полушарии, но иногда цветение может происходить и в другое время, особенно при выращивании в домашних условиях. Плоды представляют собой сухие 3-камерные капсулы, которые раскрываются, высушиваются и открываются, высвобождая маленькие черные угловатые семена. Хотя некоторые виды отличаются быстрым ростом, другие могут зреть значительно медленнее. Эти многолетние растения обладают долгим сроком службы и могут прожить в культуре несколько десятилетий.

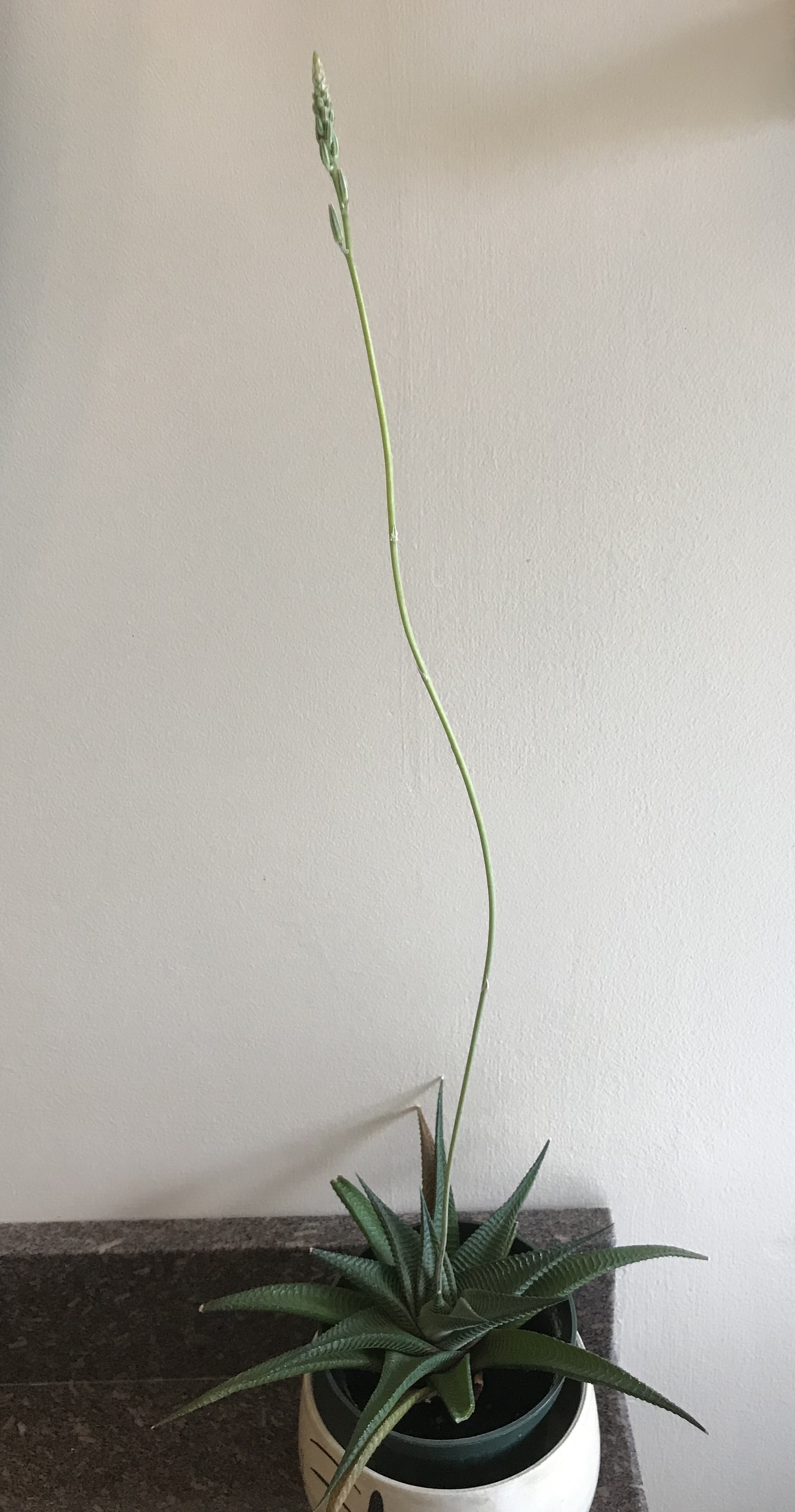
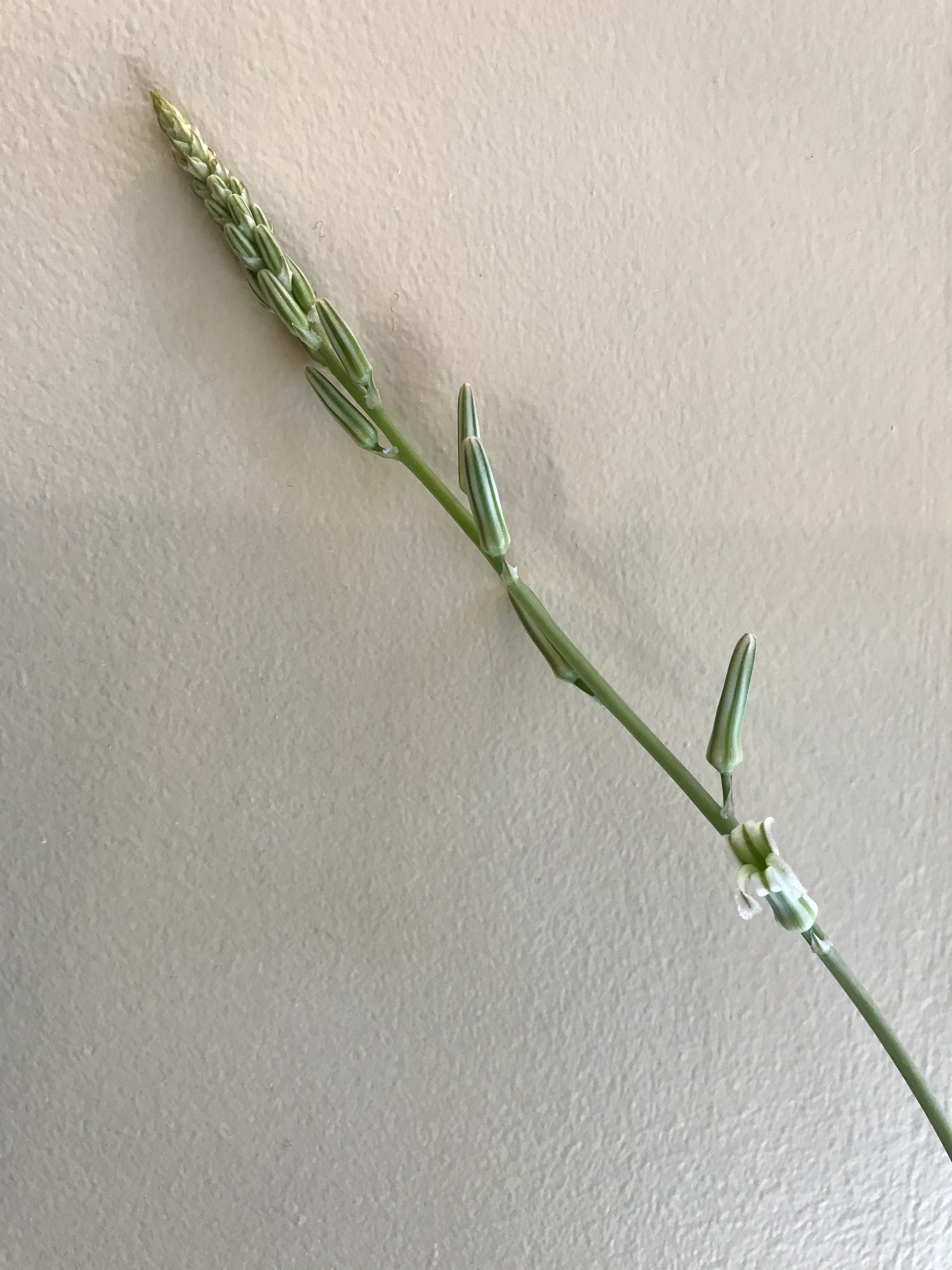
Соцветие
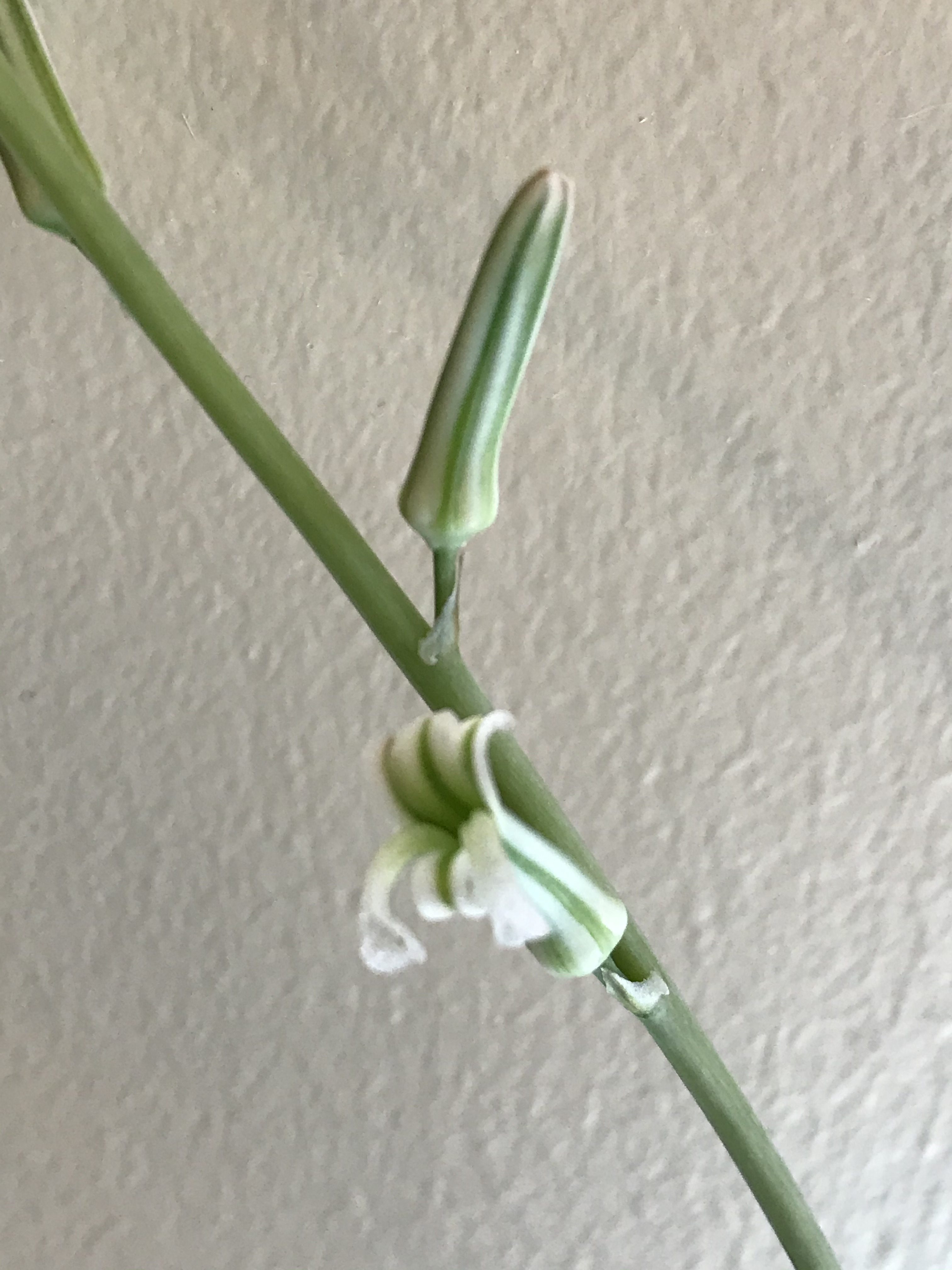

## Распространение
Природный ареал — ЮАР (Капская провинция, Фри-Стейт, Квазулу-Натал), Мозамбик, Намибия и Эсватини. Основной центр распространения рода находится в Восточно-Капской провинции ЮАР, где обитает 14 из 18 видов, из которых 10 видов являются эндемиками этой провинции. Интродукцирован в Мексике.
Растения обитают в разнообразных местах и на разных высотах (от 30 до 1800 метров над уровнем моря). Они обширно распространены в регионах с осадками как зимой, так и летом, а также в районах, где осадки могут выпадать в любое время года. Растения предпочитают устойчивую каменистую местность, благоприятную для их выживания. Это могут быть плоские каменистые поверхности, склоны, выступы скал или отвесные скалы.

## Таксономия
Род был основан Гордоном Роули в 2013 году, на основе типового вида Haworthiopsis coarctata. Филогенетические исследования, начиная с 2010 года, привели к выводу о том, что род Хавортия (Haworthia) и другие роды, связанные с Алоэ (Aloe), не являются монофилетическими. В связи с этим, в 2013 году Роули выделил большую часть видов, ранее относившихся к подроду Hexangulares рода Haworthia, и назначил им новое название — Хавортиопсис.
Haworthiopsis G.D.Rowley, первое упоминание в Alsterworthia Int., Special Issue 10: 4 (2013).

### Виды
Подтвержденные виды по данным сайта Plants of the World Online на 2023 год:
- Haworthiopsis attenuata (Haw.) G.D.Rowley — Хавортиопсис оттянутый
- Haworthiopsis bruynsii (M.B.Bayer) G.D.Rowley
- Haworthiopsis coarctata (Haw.) G.D.Rowley — Хавортиопсис сжатый
- Haworthiopsis fasciata (Willd.) G.D.Rowley — Хавортиопсис полосатый
- Haworthiopsis glauca (Baker) G.D.Rowley
- Haworthiopsis granulata (Marloth) G.D.Rowley
- Haworthiopsis henriquesii (Resende) Gideon F.Sm. & Vasco Silva
- Haworthiopsis koelmaniorum (Oberm. & D.S.Hardy) Boatwr. & J.C.Manning
- Haworthiopsis limifolia (Marloth) G.D.Rowley
- Haworthiopsis longiana (Poelln.) G.D.Rowley
- Haworthiopsis nigra (Haw.) G.D.Rowley
- Haworthiopsis pungens (M.B.Bayer) Boatwr. & J.C.Manning
- Haworthiopsis reinwardtii (Salm-Dyck) G.D.Rowley
- Haworthiopsis × rigida (Lam.) Gildenh. & Klopper
- Haworthiopsis scabra (Haw.) G.D.Rowley
- Haworthiopsis sordida (Haw.) G.D.Rowley
- Haworthiopsis × tauteae (Archibald) Gildenh. & Klopper
- Haworthiopsis tessellata (Haw.) G.D.Rowley — Хавортиопсис мозаичный, или Хавортиопсис шахматный
- Haworthiopsis venosa (Lam.) G.D.Rowley — Хавортиопсис жилковатый
- Haworthiopsis viscosa (L.) Gildenh. & Klopper — Хавортиопсис клейкий
- Haworthiopsis woolleyi (Poelln.) G.D.Rowley

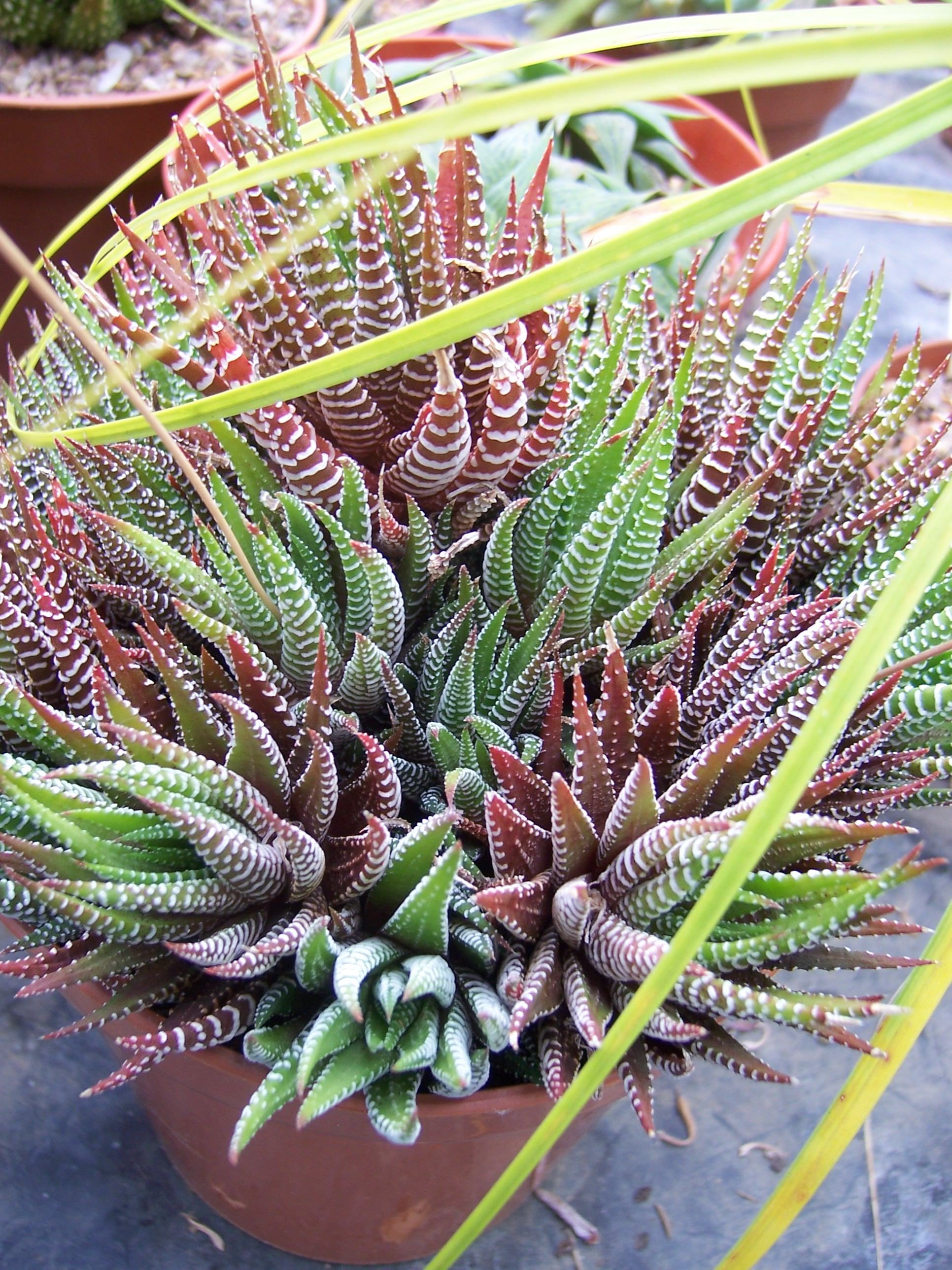
Haworthiopsis attenuata
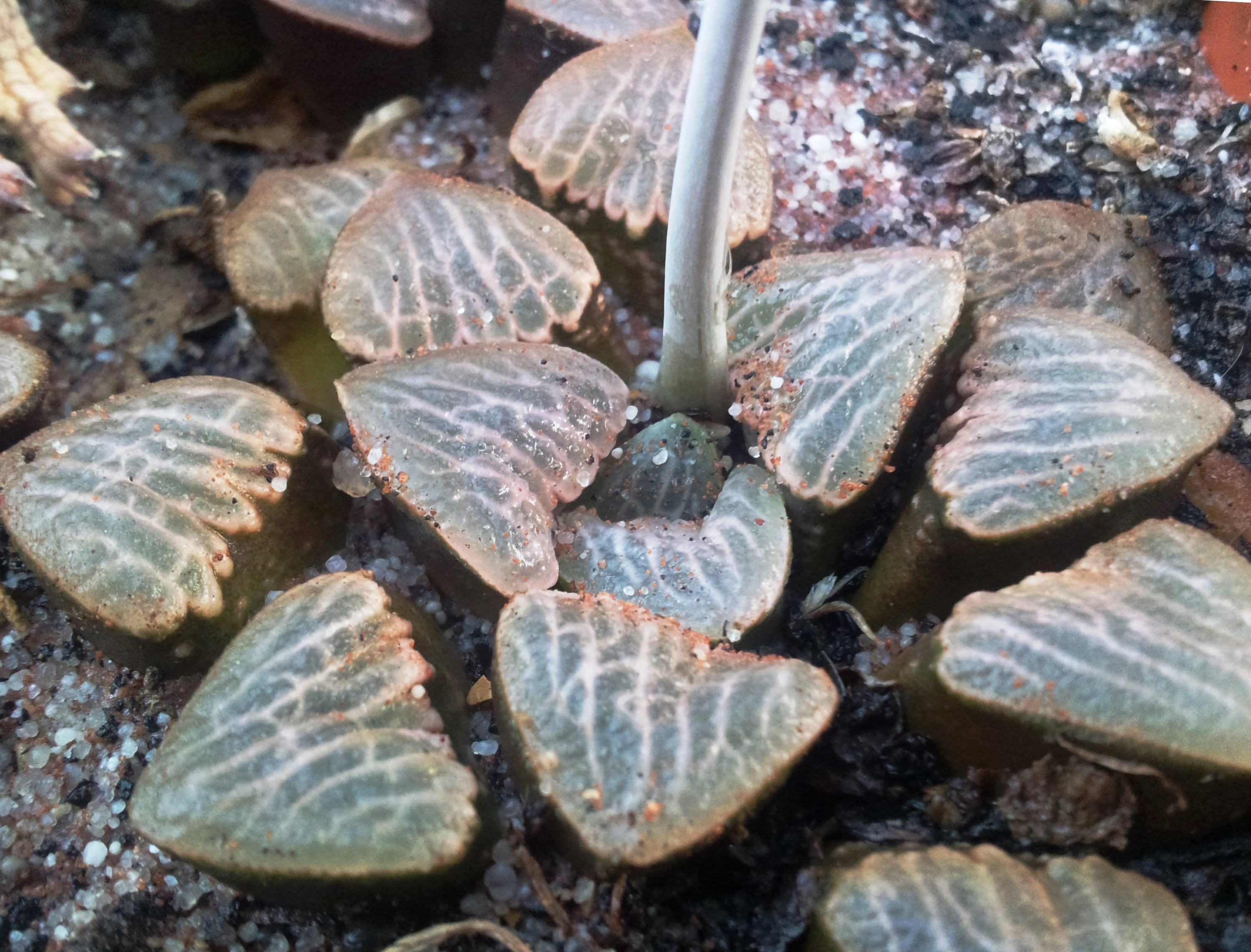
Haworthiopsis bruynsii
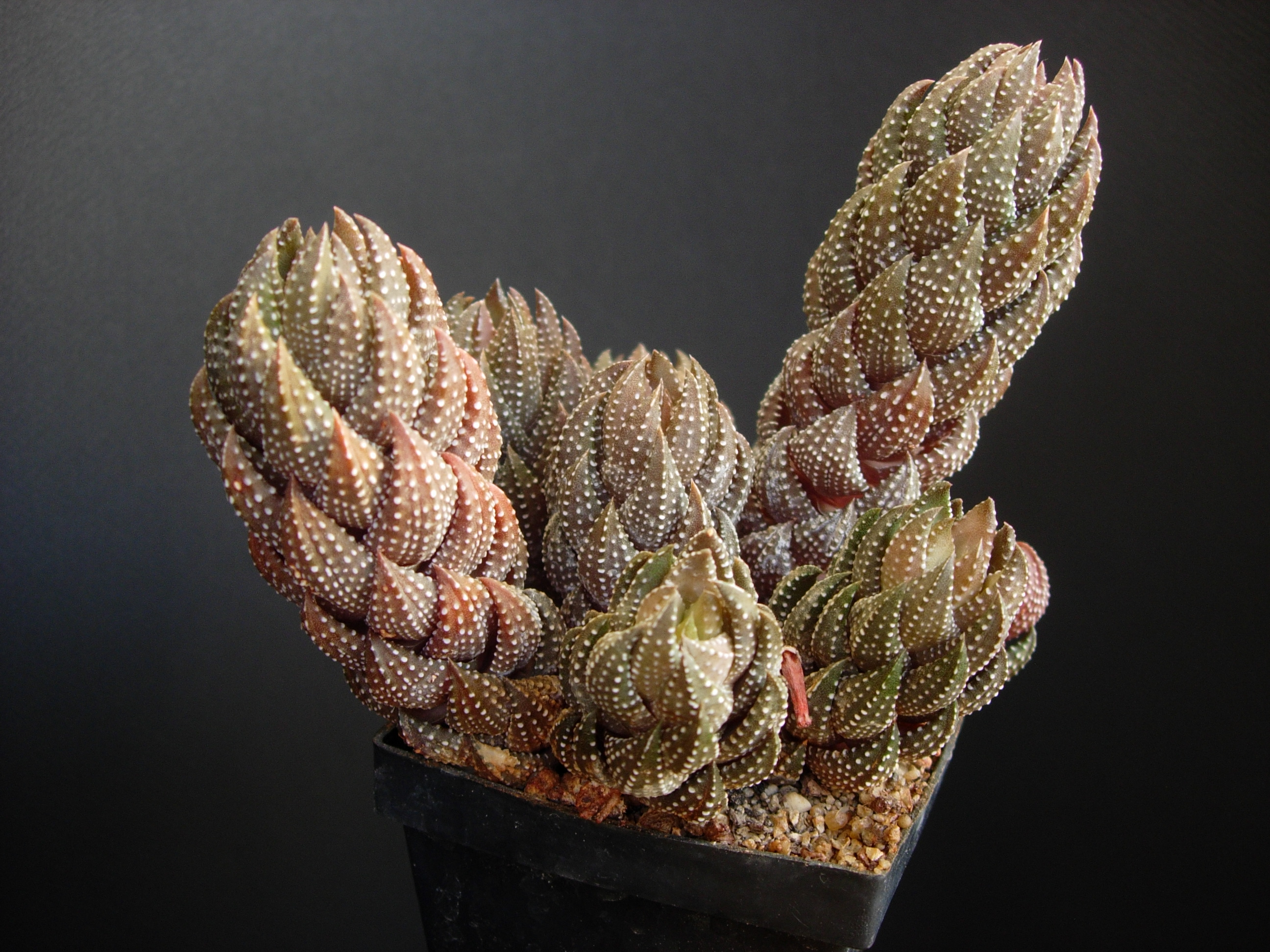
Haworthiopsis coarctata
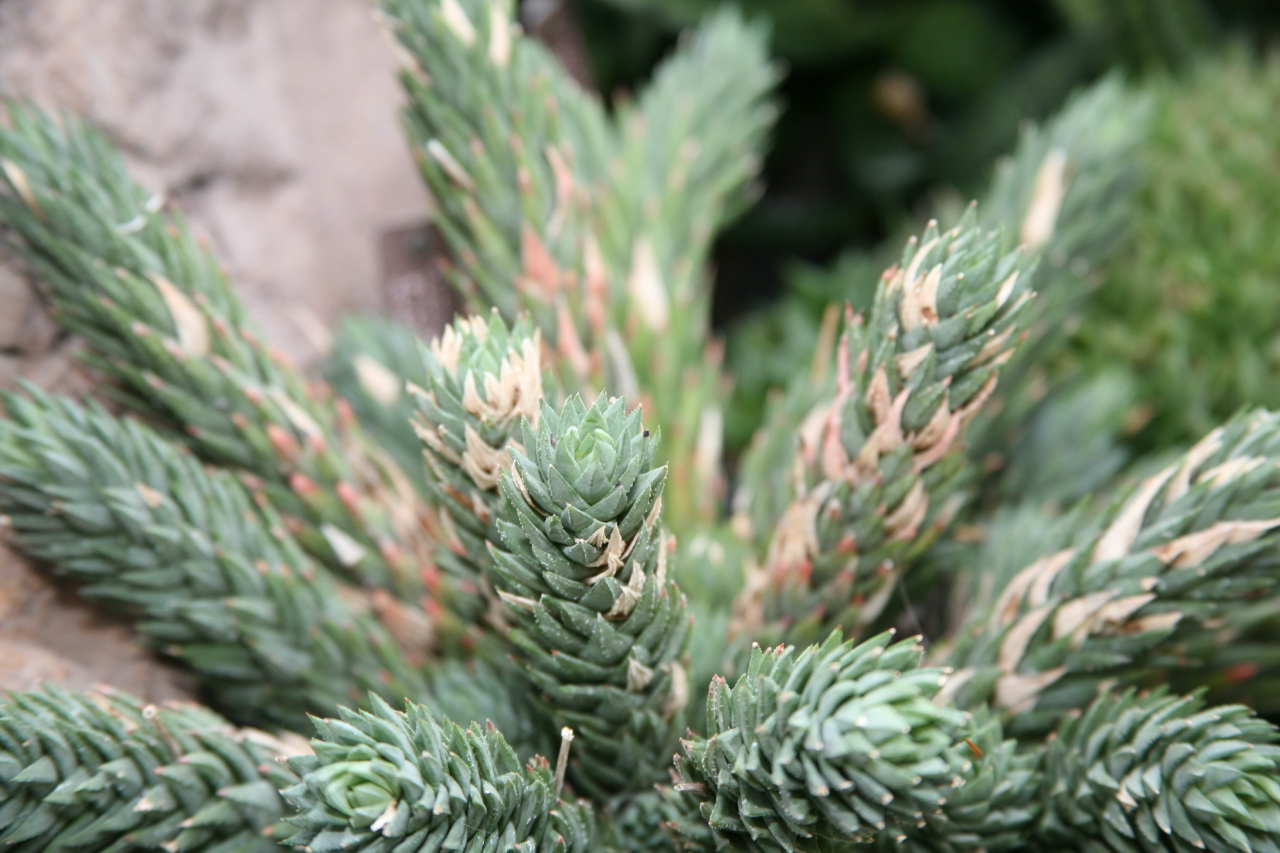
Haworthiopsis glauca
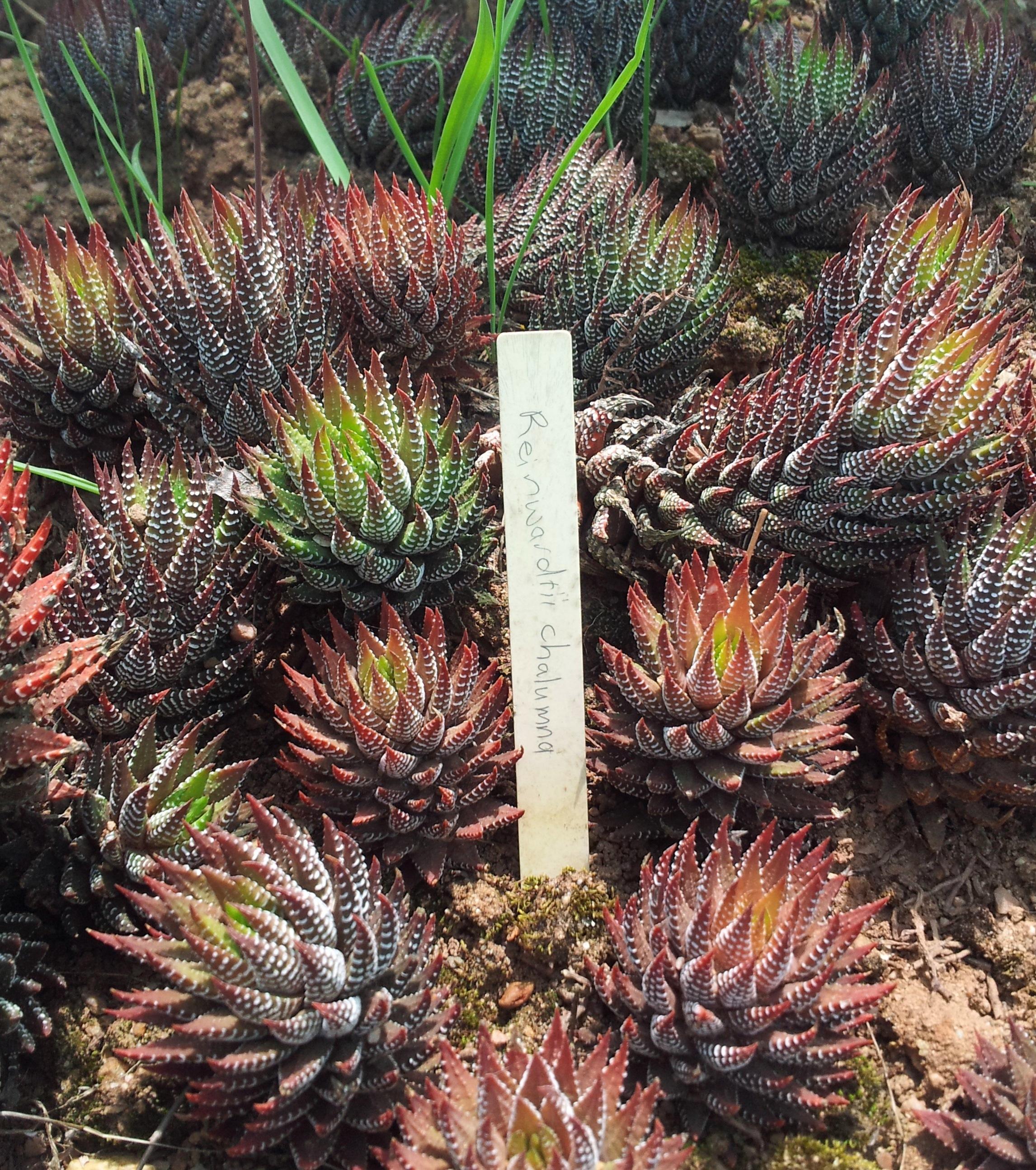
Haworthiopsis reinwardtii
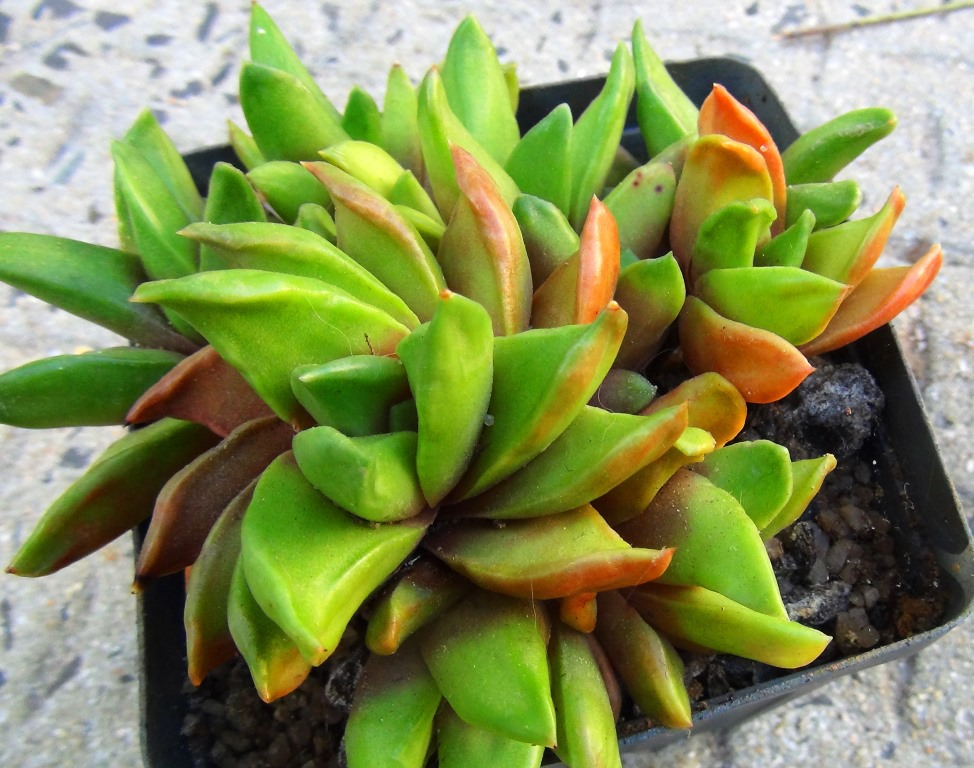
Haworthiopsis scabra